# Archidoxis magica
Archidoxis magica, pseudoepigrafski grimorij iz 16. stoljeća pripisan švicarskom alkemičaru i okultistu Paracelsusu (1493. – 1541.). Pojavio se prvi put 1591. godine kao dio zbirke Paracelsusovih radova pod nazivom Zehender Theil der Bücher und Schrifften, koju je izdao Johannes Huser iz Basela. Grimorij je pronađen u posljednjem desetom volumenu zbirke. Pretpostavlja se da ga je kompilirao francuski okultni autor Jacques Gohory (1520. – 1576.) izrađenim djelomično od starijih tekstova.
U djelu se opisuje uporaba magijskih pečata u svrhu izrade talismana i amuleta i glavni je izvor za Paracelsusovu reputaciju čarobnjaka. Poznato je da je pisao djela o alkemji, astrologiji i proricanju, ali unatoč tome što mu je pripisano autorstvo ovog djela, nepoznato je da se ikada bavio talismanskom magijom. U njegovo autorstvo nad ovim djelom sumnjao je čak i izdavač Johannes Huser koji ga je objavio krajem 16. stoljeća.
Godine 1656. engleski astrolog i botaničar Robert Turner objavio je djelo na engleskom jeziku pod naslovom Of the Supreme Mysteries of Nature, podijeljenom na tri dijela i na jedan kraći tekst.

## Vanjske poveznice
- Paracelsus, Archidoxis magicae Liber II. – esotericarchives.com (engl.)
- Archidoxae ili Archidoxis magica – occultresearchinstitute.org (engl.)